# La Natividad (El Greco, Illescas)
La Natividad es una obra del Greco, realizada entre 1603 y 1605 durante su último período toledano. Se encuentra en el santuario de Nuestra Señora de la Caridad.
El Greco, por mediación de su hijo, en 1603 consiguió un contrato para realizar cuatro cuadros para iglesia del antiguo hospital de la Caridad de Illescas (Toledo). Estas obras corresponden al periodo tardío del pintor.

## Análisis
Procede de La adoración de los pastores, que el Greco había realizado para el retablo de doña María de Aragón, en este caso la escena se simplifica a un Nacimiento sin la presencia de los pastores. El Greco pinta una escena tenebrosa solo interrumpida por la luz que emana de la figura del Niño Jesús. De esta manera, el pintor intenta representar que en el momento de la alumbramiento de Jesucristo es cuando el mundo conoce la Luz Divina, y presenta al Niño como foco de luz que guía a la humanidad en su camino hacia la Verdad. En este lienzo también se aprecian escorzos típicos del pintor, como la original intrusión de la cabeza retorcida del buey en primer plano bajo los pies de María, que enfatiza aún más la idea de que estos cuadros fueron realizados para ser vistos desde abajo.